# Sesshū Tōyō
Sesshū Tōyō (雪舟等楊?   , conocido también como Sesshū; provincia de Bitchū, Japón, 1420 – 1506), fue uno de los principales pintores del suibokuga (pintura con tinta), y un monje budista zen. Es considerado uno de los maestros de la pintura japonesa. 
Sesshū estudió con Tenshō Shūbun y recibió la influencia de la Dinastía Song de China en la pintura de paisajes. En 1468-69 emprendió un viaje a la China Ming, donde fue reconocido como un destacado pintor. A su regreso a Japón, Sesshū se construyó un estudio y estableció un gran número de seguidores, pintores a los que hoy se denomina escuela Unkoku-rin o "Escuela de Sesshū". Aunque se conservan muchos cuadros que llevan la firma o el sello de Sesshū, solo unos pocos pueden atribuírsele con seguridad. Su obra más conocida es el llamado "Pergamino de paisaje largo" (山水長巻 Sansui chōkan?).

## Biografía

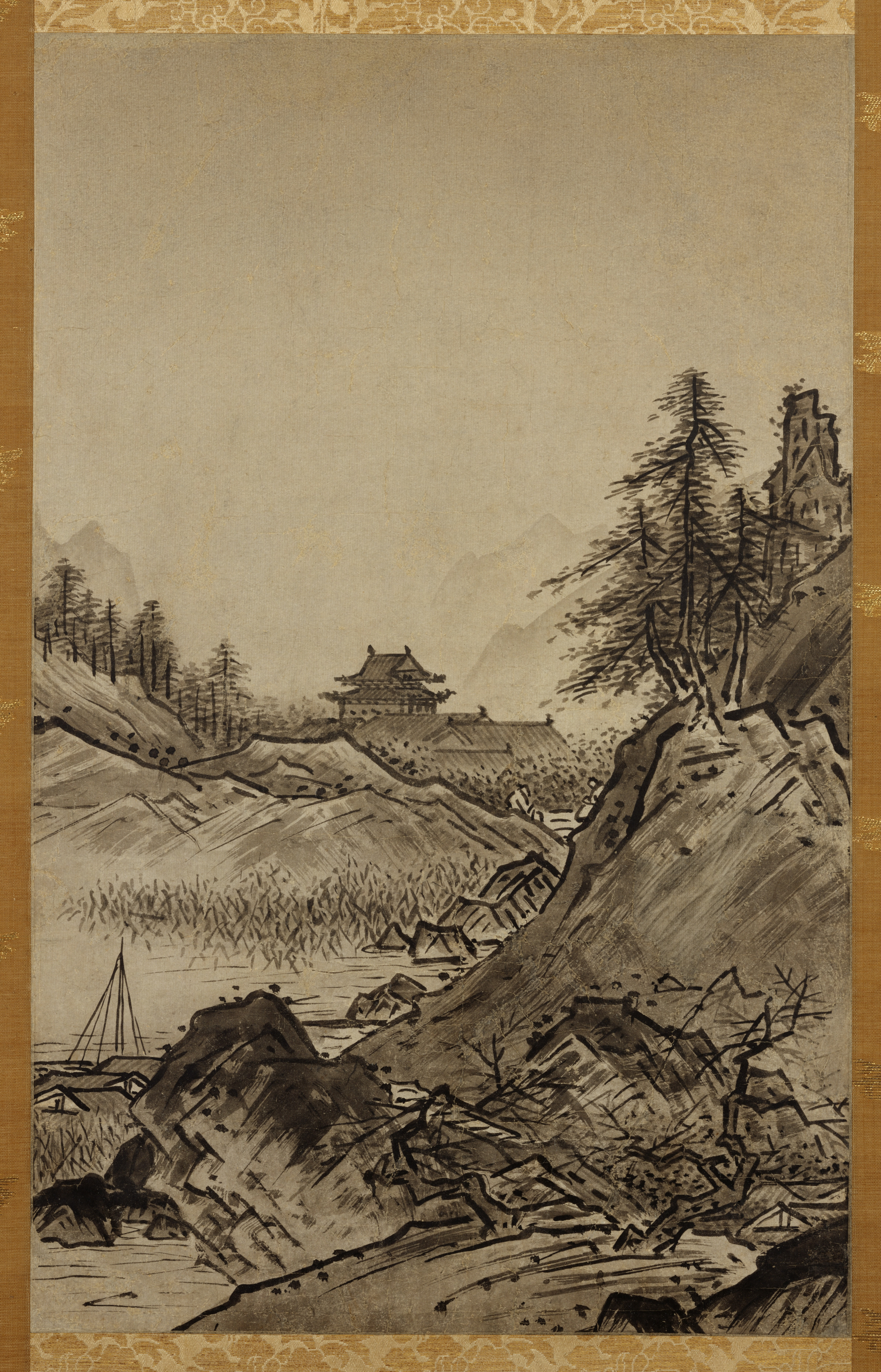
Shukei-sansui (Paisaje de otoño), por Sesshū Tōyō.

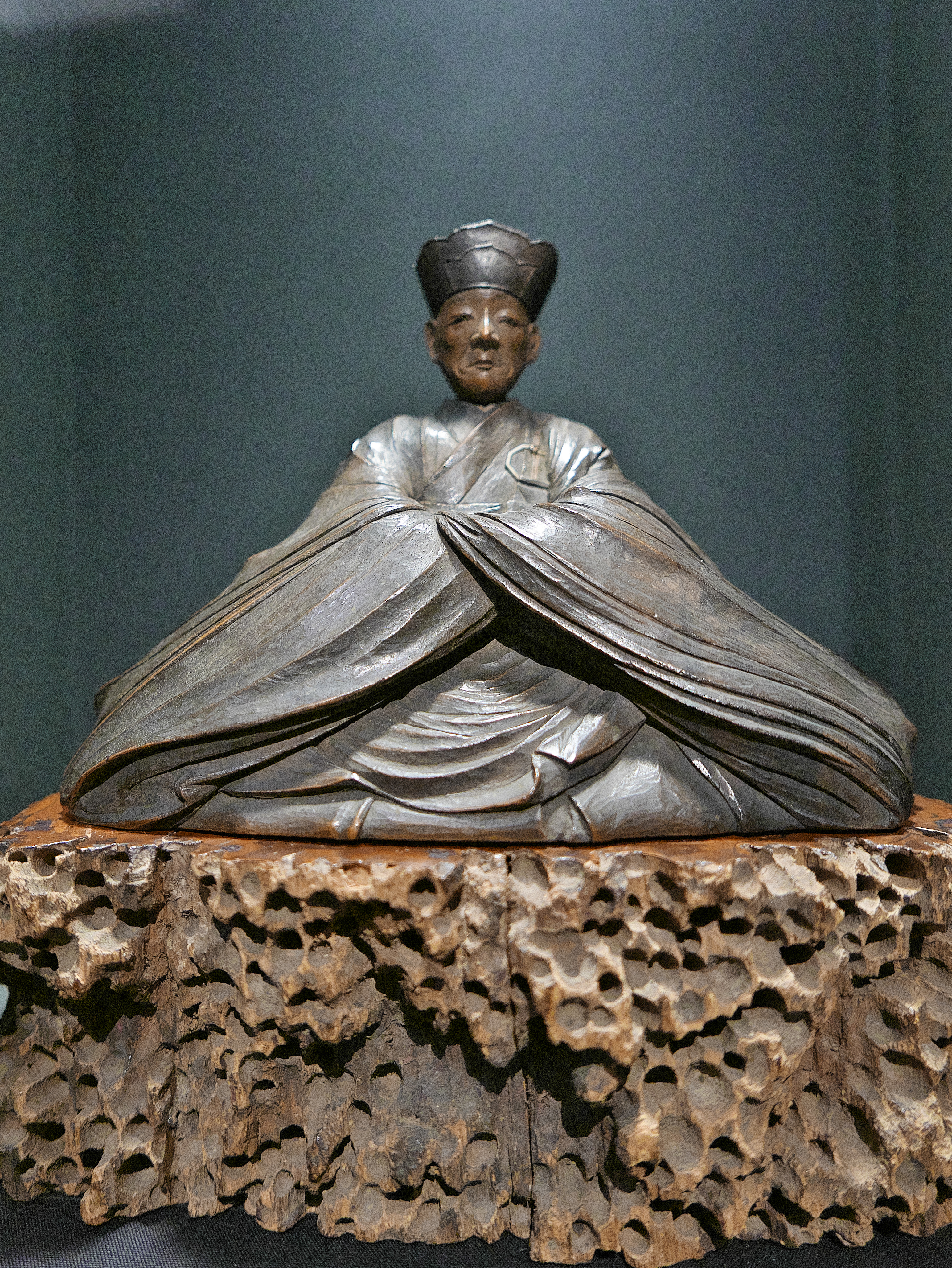
Sesshū Tōyō con túnica zen, British Museum

Nació en 1420 dentro del clan Oda de samuráis, en Akahama en la provincia de Bitchū (actual prefectura de Okayama). Ingresó al cercano Templo Hofukuji cuando era joven. En ese momento, la única forma de iniciarse en las artes literarias era ingresar a un templo, y durante el período Muromachi, los monjes zen estaban a cargo de los campos del aprendizaje y las artes literarias. A la edad de 10 años, se mudó al Templo Shokoku- ji en Kioto  donde estudió con Shuto Harubayashi para practicar Zen y aprendió pintura de Shubun Tensho. Sesshu debió ser muy buena persona para tener al mejor maestro en ese momento tanto en Zen como en pintura. La pintura con tinta en particular es un arte que tuvo lugar con el zen. Dibujar también era una práctica zen.Se convirtió en un monje zen en 1431, y estudió en el templo Hōfuku-ji, en  la ciudad de Sōja. En 1440 se trasladó al templo Shōkoku-ji en Kioto, en donde continuó sus estudios zen y aprendió pintura de parte del monje Shūbun. En esta etapa imitó las técnicas de los pintores paisajistas de la China de la dinastía Sung, tales como Ma Yuan y Xia Gui. 
Alrededor de 1454 , se mudó a la provincia de Suo y estaba bajo el patrocinio del guardián daimyo Ouchi Norihiro y estableció la sala de pintura Unkokuan ( Tenge, ciudad de Yamaguchi, prefectura de Yamaguchi). En el primer año de Choroku  (1457), se estima que la emisión fue cambiada de Yang, como Mymune. No hay material histórico definido que muestre que Sesshu y Sesshu son la misma persona, pero como resultado de una comparación detallada y un examen del hecho de que Sesshu y Sesshu no están activos al mismo tiempo, y que ambos son paisajes basados en tinta. pinturas, ambos están dando un salto hacia adelante.Dado que se reconoce la similitud, la teoría de la misma persona se está convirtiendo en la teoría establecida.
Durante la década de 1460, se trasladó a un templo budista zen en Yamaguchi, al extremo oeste de Honshu. Alrededor de 1465, obtuvo los dos grandes caracteres de Sesshu de Chu Shi chan Shi y le pidió a Ryugan Shinkei que los escribiera. Se cree que se llamó a sí mismo Sesshu por esta época. Hay más de una docena de obras existentes que se consideran autógrafos. Cuando Sesshu era el número más joven de Sesshu, se realizaron muchas pinturas de paisajes más tarde, mientras que antes de la llegada de Tomei, había muchas pinturas y retratos budistas. Incluyendo el período "Mi secta", se dice que las obras existentes de Sesshu son alrededor de 50.
Financiado por un acaudalado clan guerrero que se dedicaba al comercio con China, entonces gobernada por la dinastía Ming, Sesshū viajó a China en 1467 como miembro de un enviado japonés. En la Corte Imperial en Pekín y logró pintar un mural en el palacio. También durante su estancia en China acudió a varios monasterios zen chinos. Estudió las pinturas chinas de artistas profesionales, en lugar de las de los maestros literatos. Aquí, Sesshū tuvo la oportunidad de estudiar las pinturas de los maestros chinos tradicionales, aprendiendo sobre sus estilos realistas. Durante sus viajes de Ningbo a Perkin, Sesshū sintió la inmensidad de la naturaleza, aprendiendo de las referencias originales utilizadas en la pintura china a tinta. Esto influyó enormemente en su siguiente obra, ya que, antes de visitar China, Sesshū trabajó bajo el estilo de Shūbun. Tras los tres años que Sesshū pasó en China, su familiaridad con los paisajes chinos se puso de manifiesto en las obras posteriores, ya que estas mantenían una influencia china distintiva con su estilo individualista en desarrollo.
A su regreso a Japón en 1469, logró mejorar sus composiciones basadas en el estilo chino, que eran más racionales y tenían mayor intensidad y solidez en sus pinturas que las de su maestro, consideradas más incoherentes y poéticas. Con Sesshū reemplazó el tema del vacío en la pintura zen japonesa e incorporó las montañas, árboles, ríos, templos y personas en sus pinturas, elementos de la pintura china Ming. En esta etapa pintó biombos, pergaminos, paisajes y figuras zen.
En 1476, fundó un estudio cerca de la prefectura de Ōita llamado Unkoku-an (雲谷庵?), en donde enseñó pintura y viajó alrededor de Japón durante sus últimos años. Algunas fuentes indican que murió el 8 de agosto de 1506, aunque no está del todo confirmado.
La técnica de Sesshū fue continuada por Bunsei, Shengon y Soga Rasoku, fundador de la escuela Soga de pintura.

## Deificación
La deificación de Sesshu comenzó en el período Edo. Se dice que esto se debe a que la escuela Kano, que gobernaba el escenario de la pintura en ese momento, admiraba a Sesshu como maestro y, por lo tanto, varios daimyo pidieron el trabajo de Sesshu. Por lo tanto, se dice que el número de obras llamadas "Sesshu Saku" ha aumentado rápidamente desde entonces. Como reflejo de la popularidad de Sesshu, se interpretaron obras como "Religión Gion Matsuri". Sesshu, quien dio origen a una de las culturas japonesas, es ahora una de las principales figuras históricas de Japón.

## Pinturas

Vista de Ama-no-Hashidate por Sesshū Tōyō (c. 1502–1505), Museo Nacional de Kioto.

Aunque numerosas obras de la época llevan la firma, el nombre o el sello de Sesshū, solo unas pocas pueden atribuírsele con seguridad. Muchas son copias u obras de los alumnos del artista; y varios pintores, entre ellos Hasegawa Tōhaku, incluso utilizaron el nombre de Sesshū por motivos artísticos. Los artistas más influenciados por el enfoque de Sesshū en la pintura se denominan pertenecientes a la "Escuela de Sesshū" (Unkoku-rin).
Existen seis obras que están debidamente acreditados a Sesshū, todas éstas designadas como Tesoros Nacionales. Existen otras obras que se le atribuyen, pero no están del todo corroboradas. Entre sus pinturas se encuentran el Rollo del largo paisaje, la Vista de Ama-no-Hashidate, los biombos Flores y enebro y Halcones y garzas.
Los trabajos de Sesshū se encuentran en el Museo Nacional de Tokio, la Galería Freer de Arte en Washington D. C. y el Museo de Bellas Artes de Boston.
Quizás la obra más importante que se conserva del maestro es el llamado Pergamino largo de paisajes ( Sansui Chokan?): un pergamino de 50 pies (15,2 m) que representa las cuatro estaciones en la secuencia primavera-verano-otoño-invierno. Como es habitual en la época y en la obra del maestro de Sesshū Tenshō Shūbun, el estilo y la técnica están muy influenciados por las pinturas chinas de la dinastía Song, en particular las obras de Xia Gui. Sin embargo, Sesshū altera el modelo chino introduciendo un contraste más pronunciado entre luces y sombras, líneas más gruesas y pesadas, y un efecto de espacio más plano. Hay otros dos grandes pergaminos de paisajes atribuidos a Sesshū. El rollo más pequeño "Cuatro estaciones" (Rollo corto de paisajes) muestra cualidades similares a las de Sansui Chokan, sólo que con una técnica algo más libre. Vista de Ama-no-Hashidate, pintado poco antes de la muerte del artista, se aleja radicalmente de la tradición china: el cuadro presenta una vista de pájaro realista de un paisaje concreto.
Otras obras famosas de Sesshū son el cuadro budista Huike ofreciendo su brazo a Bodhidharma, pintado en 1496 y designado como Tesoro Nacional de Japón en 2004, y un par de biombos decorativos que representan flores y pájaros.

### Lista de obras seleccionadas

#### Paisajes
- Cuatro paisajes de las cuatro estaciones (c. 1420-1506)
- Paisajes de invierno de Paisajes de las cuatro estaciones (c. 1420-1506); Museo Nacional de Tokio)
- Pergamino corto de paisajes (c. 1474-1490; Museo Nacional de Kioto)
- Rollo largo de paisajes (Sansui Chokan) (c. 1486; Colección Mori, Yamaguchi, Japón)
- Haboku Sansui, rollo con técnica de "tinta salpicada" (1495; Museo Nacional de Tokio)
- Vista de Ama-no-Hashidate (c. 1502-1505; Museo Nacional de Kioto)
- Paisaje de Sesshū

#### Otros
- Retrato de Masuda Kanetaka (1479; Colección Masuda, Tokio)
- Huike ofreciendo su brazo a Bodhidharma (Daruma y Hui K'o) (1496; Sainen-ji, Aichi, Japón)
- Flores y pájaros, pareja de biombos séxtuples (sin fecha; Colección Kosaka, Tokio)

### Estilo
Gran maestro del lavado monocromo, su trazo es aún más vigoroso que el de su maestro, Shūbun. Su estilo dentado evita la curva, utilizando una gruesa línea negra que traza líneas discontinuas que se combinan para formar composiciones de espíritu Zen donde el dinamismo del gesto se pone al servicio de una composición estructurada. Una cierta tensión entre las líneas horizontales y verticales busca menos traducir el apaciguamiento que una energía fuerte y controlada. A veces no duda en salpicar la hoja de papel con manchas de tinta que luego recoge y afina con un pincel, lo que da a algunos de sus paisajes el aspecto de un boceto y el carácter de la improvisación.
Los "Paisajes de las cuatro estaciones", hacia 1486, un pergamino portátil de 15 metros de largo, es una obra maestra de la pintura japonesa. Aunque se basa tanto en el tema como en el estilo de los modelos chinos (a la manera de Xia Gui - los edificios y las figuras son de estilo chino), sin embargo, tiene un carácter claramente japonés. Tiene líneas más gruesas, contrastes más nítidos y un efecto espacial más plano que el de Song.
Influyó en muchos artistas, entre ellos Hasegawa Tōhaku.

## Legado
El énfasis de Sesshū en el budismo zen, la interpretación personal y la expresión económica en la pintura fue la base de su legado para los artistas japoneses que le sucedieron. Posteriormente, sus técnicas de representación fueron ampliamente utilizadas por los artistas del siglo XVI, especialmente los que asistieron a las escuelas de pintura de Sesshū.

## Ratón dibujado con lágrimas
La leyenda del Ratón dibujado con lágrimas trata sobre Sesshu.
Sesshu, quien ingresó siendo joven al Templo Hofukuji, amaba pintar y no leía sutras, por lo que el sacerdote del templo aferró a Sesshu a los pilares del templo budista. Sin embargo, cuando le brotaron lágrimas y cayeron al suelo frente al dedo gordo del pie y dibujó una rata en el suelo, el monje quedó impresionado por el esplendor y permitió que Sesshu pintara.
Esta es la historia más conocida sobre Sesshu. Sin embargo, la primera aparición fue "Honcho Gashi " (publicado en 1693 ) compilado por Einō Kano en el período Edo, y existe la teoría de que el origen de la leyenda es posterior.

## Desarrollo de jardines

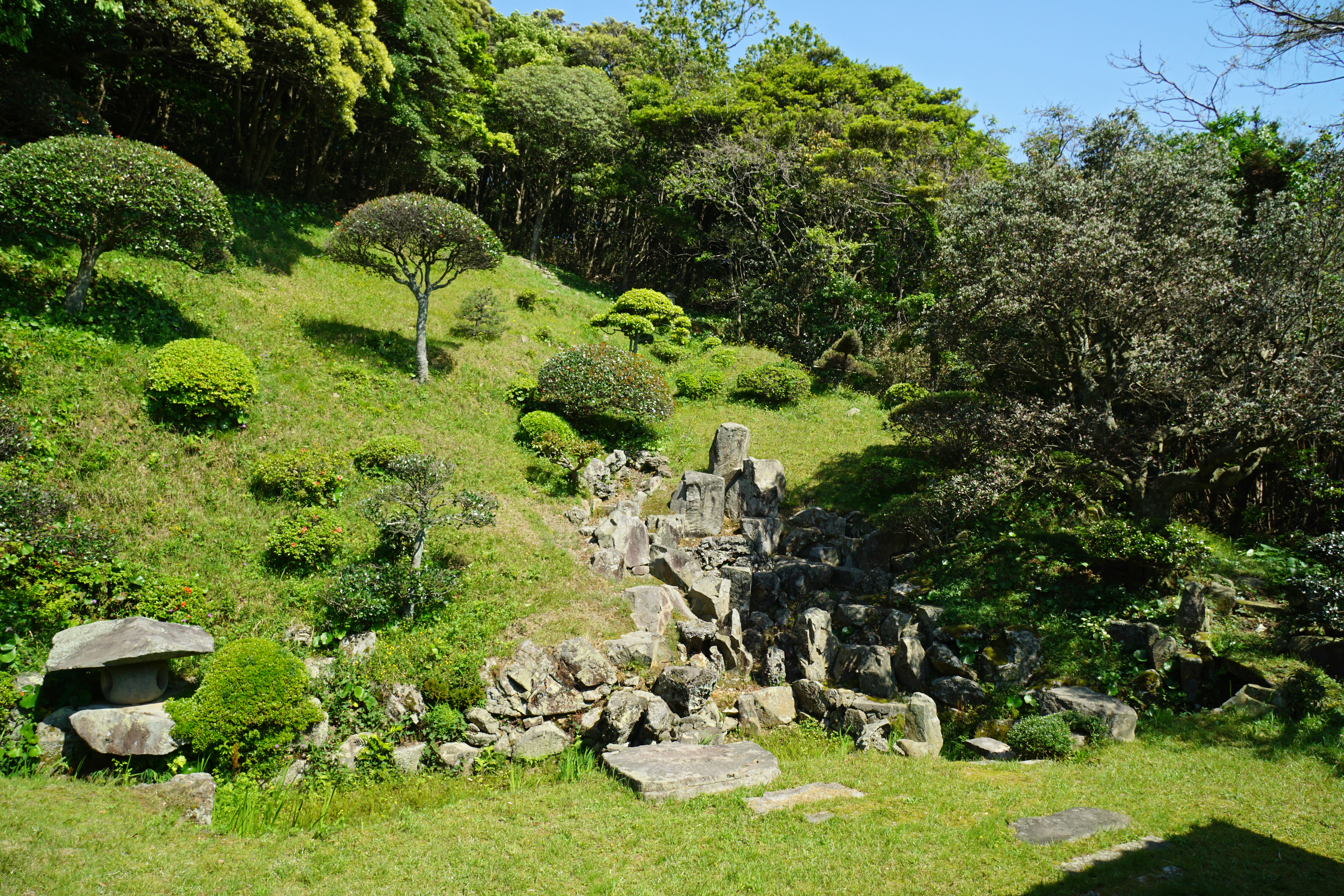
Jardín de la familia Ogawa (Ciudad de Gotsu City, Prefectura Shimane).

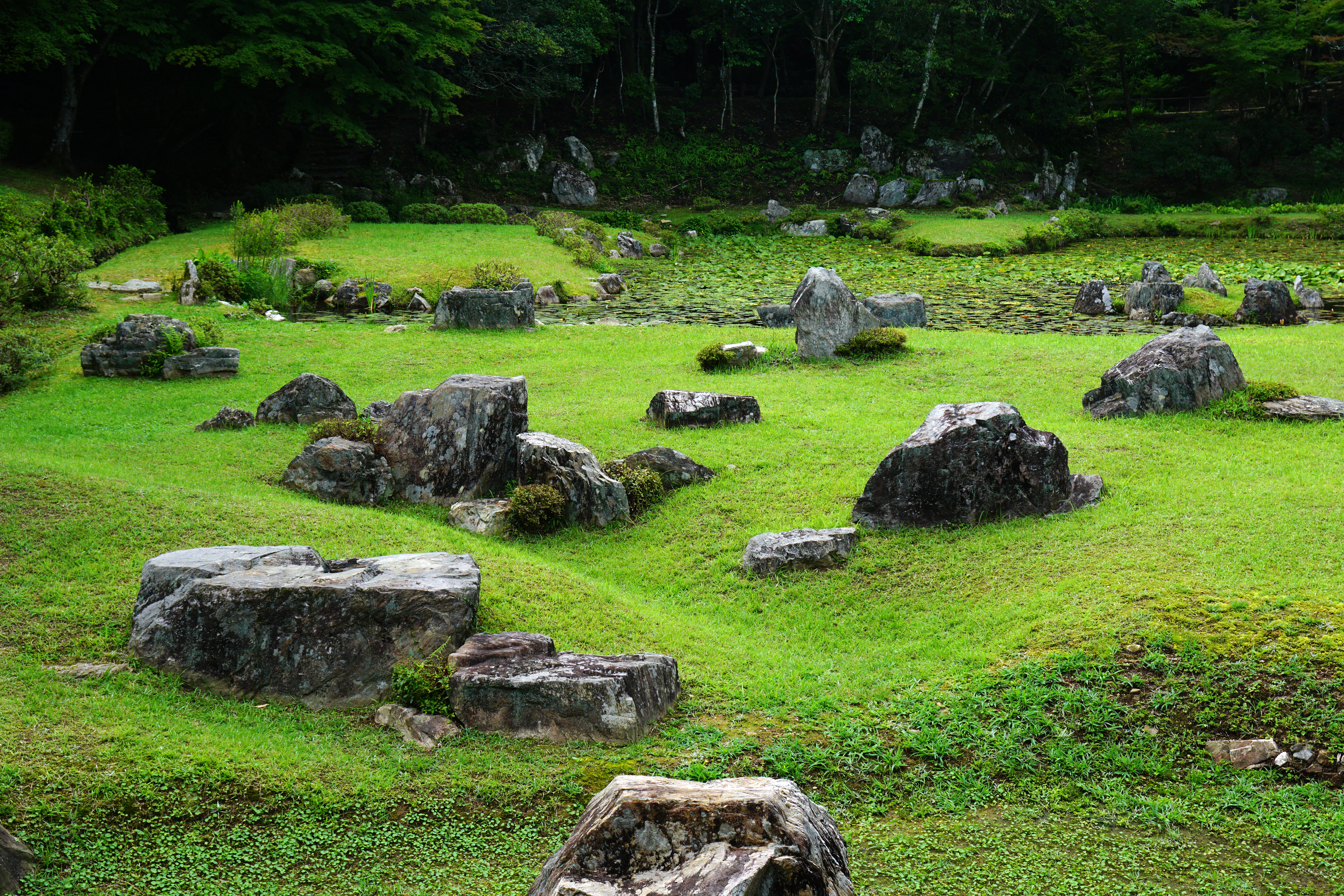
Templo Jyoei-ji (Ciudad de Yamaguchi, Prefectura de Yamaguchi).

Hay jardines que se dice que fueron construidos por Sesshu en varios lugares. Los Jardines Sesshu del Templo Ikoji, el del Templo Manpukuji, el del Templo Jyoeiji y el Jardín Kyu-Kameishibo se llaman los Cuatro Grandes Jardines de Sesshu.
Entre los jardines cuyo diseño se le atribuye a Sesshū Tōyō, se encuentran:
- Fudain Prefectura de Kioto, Ciudad de Kioto, Distrito Higashiyama: Templo Tofukuji
- Ikoji, Prefectura de Shimane, Ciudad de Masuda, Somebacho (Sitios históricos y Lugares escénicos)
- Templo Manpukuji, Higashimachi, Ciudad de Masuda, Prefectura de Shimane (lugares históricos nacionales y lugares escénicos)
- Jardín de botes de nieve de la familia Ogawa, Prefectura de Shimane, Ciudad de Gotsu, Wakicho
- Ruinas de Saihoin, Prefectura de Hiroshima, Ciudad de Hatsukaichi, Itsukushima, Daishoin (Miyajima)
- Templo Jyoei-ji]], Prefectura de Yamaguchi, Ciudad de Yamaguchi, Miyanoshimo (lugares históricos nacionales y lugares escénicos)
- Fugenji, Prefectura de Yamaguchi, Ciudad de Hikari, Murozumi
- Jardín Kyu-Kameishi, Prefectura de Fukuoka, Tagawa-gun, Ciudad de Soeda, Hikosan (Belleza escénica)
- Uorakuen Tagawa-gun, Fukuoka, Ciudad de Kawasaki (Belleza escénica)
- Jardín Sesshu de la familia Yoshimine, Prefectura de Oita, Ciudad de Nakatsu, Yamakunimachi Nakama
- Templo Zensei-ji Furukuma, ciudad de Yamaguchi, prefectura de Yamaguchi